# Zławieś Wielka
Zławieś Wielka est une gmina rurale du powiat de Toruń, Couïavie-Poméranie, dans le centre-nord de la Pologne. Son siège est le village de Zławieś Wielka, qui se situe environ 20 km à l'ouest de Toruń et 23 km à l'est de Bydgoszcz.
La gmina couvre une superficie de 177,53 km2 pour une population de 11 408 habitants.

## Géographie
La gmina inclut les villages de Błotka, Borek, Cegielnik, Cichoradz, Czarne Błoto, Czarnowo, Doły Łążyńskie, Gierkowo, Górsk, Gutowo, Gutowo-Leśnictwo, Kamieniec, Łążyn, Łążynek, Pędzewo, Przysiek, Rozgarty, Rzęczkowo, Siemoń, Skłudzewo, Smolno, Stanisławka, Stary Toruń, Szerokie, Toporzysko, Zarośle Cienkie, Zławieś Mała et Zławieś Wielka.
La gmina borde les villes de Bydgoszcz et Toruń, et les gminy de Dąbrowa Chełmińska, Łubianka, Łysomice, Solec Kujawski, Unisław et Wielka Nieszawka.